# L’ora di punta
L’ora di punta (dt.: „Hauptverkehrszeit“) ist ein italienisches Filmdrama mit Fanny Ardant aus dem Jahr 2007. 

## Handlung
Filippo Costa tritt in die Fußstapfen seines Vaters und beginnt in Rom eine Karriere in der Finanzabteilung des italienischen Militärs. Sein Ehrgeiz verschafft ihm schnell die Aufmerksamkeit seiner Vorgesetzten, darunter Kommandant Salvi. Skrupellos und entschlossen, ein mächtiger Geschäftsmann zu werden, steigt Filippo schnell die Karriereleiter hinauf. Als Beamter fahndet er nach Steuerhinterziehern, von denen er häufig Schmiergeld annimmt. Auf diese Weise häuft er schon bald ein kleines Vermögen an. Die Trennung von seiner Freundin Francesca wirft ihn zwar kurzzeitig aus der Bahn, schon bald konzentriert er sich jedoch wieder voll und ganz auf seine Karriere. 
Als Filippo in einer Kunstgalerie die Bilanzen überprüfen soll, trifft er auf Caterina, die Inhaberin der Galerie. Er und die ältere, jedoch noch immer attraktive Witwe verbringen eine gemeinsame Nacht und beginnen eine Beziehung. Er zieht in ihr Haus ein und steigt durch ihre geschäftlichen Kontakte ins Baugeschäft ein. Dabei zeigt er ebenso wenig Skrupel wie bei seinem alten Posten. Mit Francesca hat er sich inzwischen versöhnt. Fortan treffen sie sich regelmäßig in einem Hotel, wo er ihr schließlich einen Verlobungsring schenkt. 
Als der Geschäftsmann Donati, der Filippo einst bestochen hatte, droht, ihn auffliegen zu lassen, beginnt Filippos Stern zu sinken. Caterina findet derweil heraus, dass Filippo sie mit Francesca betrügt. Diese wiederum wirft ihm wütend den Verlobungsring vor die Füße. Nachdem Donati beim Spazierengehen mit seinem Hund von einem Unbekannten erschossen wurde, kehrt Filippo reumütig zu Caterina zurück, der er nun denselben Ring überreicht, den er zuvor Francesca gegeben hatte. Obwohl sich Caterina weiterhin von ihm ausgenutzt fühlt, lässt sie Champagner kalt stellen.

## Hintergrund
Das Filmdrama feierte am 6. September 2007 seine Premiere bei den Internationalen Filmfestspielen von Venedig, wo es am Wettbewerb um den Goldenen Löwen teilnahm. In Deutschland wurde der Film bisher nicht veröffentlicht.  

## Kritik
Jay Weissberg von Variety zufolge weise der Film „große Skriptprobleme“ auf, als ob die Verantwortlichen sich nicht sicher gewesen seien, „wie die Charaktere präsentiert und glaubhaft gehalten werden sollen“. Ein Grund für die „Enttäuschung“ ergebe sich aus den „hohen Erwartungen“, die Marras vorhergehende Filme geschürt hätten. Die Kameraarbeit sei zwar „schön, aber langweilig“.

## Auszeichnungen
Bei den Internationalen Filmfestspielen von Venedig nahm der Film im Jahr 2007 am Wettbewerb um den Goldenen Löwen teil, mit dem letztlich Ang Lees Gefahr und Begierde (Sè, jiè) ausgezeichnet wurde.